# Майами Марлинс
Майами Марлинс (англ. Miami Marlins) — профессиональный бейсбольный клуб, выступающий в Главной лиге бейсбола (МЛБ). Клуб был основан в 1993 году. Согласно оценке журнала Forbes от 2021 года, стоимость команды составляет 990 млн. долл., что делало её самой дешёвой в MLB.

## История франшизы
7 марта 1990 года генеральный директор Blockbuster Entertainment Corporation Уэйн Хьюзенга за 30 млн. долл. купил 15% акций команды НФЛ Майами Долфинс и 50% акций их домашнего стадиона Джо Робби-стэдиум. Хуизенга заявил о своем намерении активно расширять франшизу. Несколькими месяцами ранее MLB объявила, что намерена добавить в Национальную лигу две новые команды. Было заранее решено, что один из них будет размещен во Флориде; единственный вопрос заключался в том, сможет ли Хуизенга победить конкурирующие группы из Орландо и Тампы-Бэя. Орландо провел очень энергичную кампанию, подкрепленную индустрией семейного туризма. В Тампе-Бэй уже был построенный в 1990 году бейсбольный парк Флорида Санкост Дом в Санкт-Петербурге. 10 июня 1991 года Национальная лига предоставила Хуизенге франшизу в обмен за оплату расширения лиги в размере 95 млн. долл. Одним из рассматриваемых названий для новой команды было Флорида Фламингос, но в итоге было выбрано «Майами Марлинс» в память о ранее существовавших командах: Интернациональная лиги (1956 - 1960), Международной лиги (1962 - 1970) и лиги штата Флорида.

## Статистика
| Год             | Лига  | Дивизион | Игр  | В    | П    | Н | В%    | ОН   | ОП    | Плей-офф |
| --------------- | ----- | -------- | ---- | ---- | ---- | - | ----- | ---- | ----- | --- |
| Флорида Марлинс |       |          |      |      |      |   |       |      |       | |
| 1993            | НЛ    | Восток   | 162  | 64   | 98   | 0 | .395  | 581  | 724   | |
| 1994            | НЛ    | Восток   | 115  | 51   | 64   | 0 | .443  | 468  | 576   | |
| 1995            | НЛ    | Восток   | 143  | 67   | 76   | 0 | .469  | 673  | 673   | |
| 1996            | НЛ    | Восток   | 162  | 80   | 82   | 0 | .494  | 688  | 703   | |
| 1997            | НЛ    | Восток   | 162  | 92   | 70   | 0 | .568  | 740  | 669   | Серии дивизионов: выиграли у «Сан-Франциско Джайентс» 3-0 Финальная серия лиги: выиграли у «Атланта Брэйвз» 4-2 Мировая серия: выиграли у «Кливленд Индианс» 4-3 |
| 1998            | НЛ    | Восток   | 162  | 54   | 108  | 0 | .333  | 667  | 923   | |
| 1999            | НЛ    | Восток   | 162  | 64   | 98   | 0 | .395  | 691  | 852   | |
| 2000            | НЛ    | Восток   | 161  | 79   | 82   | 0 | .491  | 731  | 797   | |
| 2001            | НЛ    | Восток   | 162  | 76   | 86   | 0 | .469  | 742  | 744   | |
| 2002            | НЛ    | Восток   | 162  | 79   | 83   | 0 | .488  | 699  | 763   | |
| 2003            | НЛ    | Восток   | 162  | 91   | 71   | 0 | .562  | 751  | 692   | Серии дивизионов: выиграли у «Сан-Франциско Джайентс» 3-1 Финальная серия лиги: выиграли у «Чикаго Кабс» 4-3 Мировая серия: выиграли у «Нью-Йорк Янкис» 4-2      |
| 2004            | НЛ    | Восток   | 162  | 83   | 79   | 0 | .512  | 718  | 700   | |
| 2005            | НЛ    | Восток   | 162  | 83   | 79   | 0 | .512  | 717  | 732   | |
| 2006            | НЛ    | Восток   | 162  | 78   | 84   | 0 | .481  | 758  | 772   | |
| Всего           | Всего | Всего    | 2201 | 1041 | 1160 | 0 | 0.473 | 9624 | 10320 | |